# Asnières-en-Bessin
Asnières-en-Bessin é uma comuna francesa na região administrativa da Normandia, no departamento Calvados. Estende-se por uma área de 4,69 km². Em 2010 a comuna tinha 67 habitantes (densidade: 14,3 hab./km²).